# Кольц, Вилли
Вилли Кольц (нем. Willy Kolz, иногда ошибочно Вильгельм Кольц, полное имя: Вилли Карл Фридрих Густав Кольц; 27 февраля 1887, Бёрцов — 9 января 1942, Росток) — немецкий педагог, руководитель педагогического колледжа в Ростоке, почетным профессором педагогики в Ростокском университете; член НСДАП (с 1931)

## Биография
Вилли Кольц родился 27 февраля 1887 года в Бёрцове в семье фермера (собственника хозяйства) Вильгельма Кольца и его жены Элизы Мари Луизы (урожд. Дюссель). Вилли учился в реальной гимназии в Шёнберге, получил аттестат зрелости в реальной гимназии в Бёрцове, после чего стал студентом в Берлине и Ростоке: изучал германистику, современные языки и историю. В 1910 году он сдал государственный экзамен и, в 1913, защитил в Ростоке кандидатскую диссертацию на диалектам западного Мекленбурга. После участия в Первой мировой войне, Кольц работал учителем в Ростоке. С 1926 года — и до своей смерти в 1942 году — он руководил Педагогическим институтом Ростоке (Hochschule für Lehrerbildung, HfL), где преимущественно готовил учителей начальной школы. С 1929 по 1934 год Кольц являлся почетным профессором педагогики в Ростокском университете — хотя у него практически не было научных публикаций.
1 октября 1931 года Кольц стал членом НСДАП: до 1933 года он был одним из всего двух членов национал-социалистической партии среди профессоров Ростока. Также преподавал в нацистского-социалистической школе повышения квалификации. 11 ноября 1933 года Вилли Кольц был среди более 900 ученых и преподавателей немецких университетов и вузов, подписавших «Заявление профессоров о поддержке Адольфа Гитлера и национал-социалистического государства». Скончался 9 января 1942 года в Ростоке.

## Работы
- Das Lautsystem der haupttonigen Silben des Westmecklenburgischen Dialekts. Schönberg 1914.